# Lepisorus subsessile
Lepisorus subsessile är en stensöteväxtart som beskrevs av Ren-Chang Ching och Y. X. Lin. Lepisorus subsessile ingår i släktet Lepisorus och familjen Polypodiaceae. Inga underarter finns listade.